# Куравонг
Куравонг (Strepera) — рід горобцеподібних птахів родини ланграйнових (Artamidae). Містить 3 види.

## Поширення
Куравонги є ендеміками Австралії. Поширені на сході та півдні материка та в Тасманії. Живуть у відкритих евкаліптових лісах.

## Опис
Великі птахи, завдовжки 44—57 см. Тіло міцне, з довгим квадратним хвостом, міцними крилами, великою головою і міцними ногами. Дзьоб довгий, масивний, із загнутим кінчиком. Оперення чорне або сіре, задня частина тулуба біла.

## Спосіб життя
Живуть у невеликих зграях, до десяти особин. Взимку можуть збиратися у більші групи. Всеїдний птах. Раціон складається з безхребетних та їхніх личинок, дрібних хребетних (ящірок, ссавців і пташенят), ягід та фруктів. Розмноження відбувається протягом другої половини року. Будівництвом гнізда та висиджуванням займається самиця, тоді як догляд за пташенятами ділиться між обома батьками.

## Види
- Куравонг строкатий (Strepera graculina)
- Куравонг тасманійський (Strepera fuliginosa)
- Куравонг сірий (Strepera versicolor)